# Bill Bixby

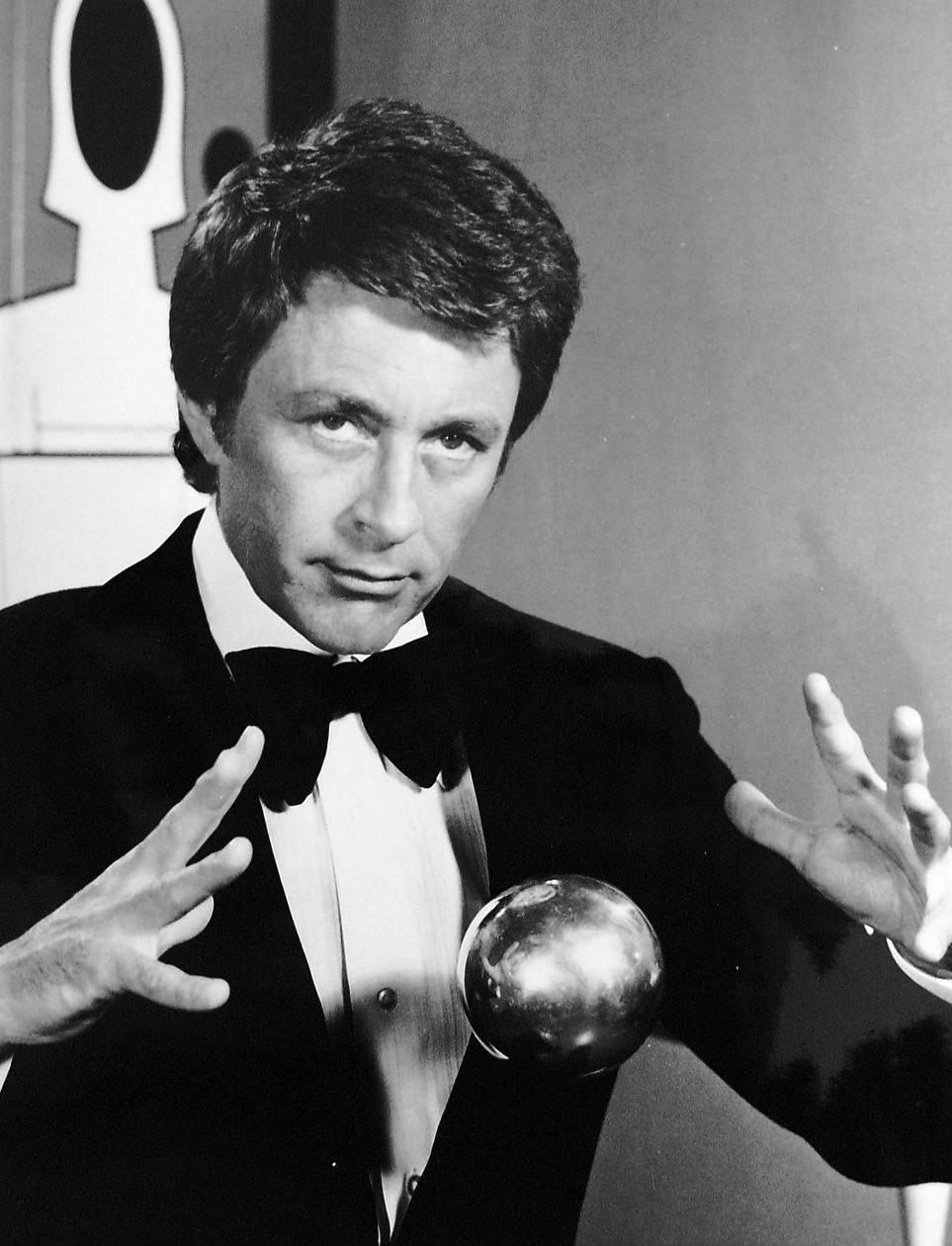
Bill Bixby 1973

Bill Bixby (* 22. Januar 1934 in San Francisco, Kalifornien; † 21. November 1993 in Century City, Los Angeles, Kalifornien; eigentlich Wilfred Bailey Everett Bixby) war ein US-amerikanischer Schauspieler und Regisseur.

## Leben
Bill Bixby spielte 1963 bis 1966 in der Serie Mein Onkel vom Mars den Reporter Tim O’Hara. Die Serie wurde ab 1976 auch im ZDF ausgestrahlt. Die Familienserie Eddies Vater (1969–1972) mit ihm in der Hauptrolle brachte internationale Bekanntheit. In der eine Staffel umfassenden Fernsehserie Der Magier löste er 1973/74 Mordfälle. 1976 spielte er in der erfolgreichen Miniserie Reich und Arm den Schriftsteller Willie Abbott, der die Jugendliebe der Hauptfigur Rudy Jordaches, Julie Prescott, heiratet. Danach erlangte er weltweite Berühmtheit durch die Fernsehserie Der unglaubliche Hulk, deren Pilotfilm 1977 erstmals in den USA ausgestrahlt wurde. Er spielte den Wissenschaftler Dr. David Bruce Banner. Von 1978 bis 1982 lief die Serie erfolgreich auf CBS. Nach der Absetzung der Serie 1982 wirkte er von 1983 bis 1984 in der Comedyserie  Goodnight, Beantown mit. Als Regisseur inszenierte er 1988, 1989 und 1990 drei Fernsehfilme über Hulk, die nach dem Ende der Serie gedreht wurden.
Von 1971 bis 1979 war er mit der Schauspielerin Brenda Benet (1945–1982) in erster Ehe verheiratet. Sie hatten einen gemeinsamen Sohn namens Christopher (* 1974), der 1981 überraschend an einer Halsinfektion starb. Bill Bixby starb im Alter von 59 Jahren an Prostatakrebs. Sein letztes Interview gab er zwei Monate vor seinem Tod. Bixby war zuletzt in dritter Ehe verheiratet.

## Filmografie (Auswahl)
- 1962: The Joey Bishop Show (Fernsehserie, 6 Folgen)
- 1962: Einsam sind die Tapferen (Lonely Are the Brave)
- 1963: Das Mädchen Irma la Douce (Irma la Douce)
- 1963–1966: Mein Onkel vom Mars (My Favorite Martian; Fernsehserie, 107 Folgen)
- 1966: Der Tag der Abrechnung (Ride Beyond Vengeance)
- 1967: Nur nicht Millionär sein (Clambake)
- 1968: Speedway
- 1968–1974: Der Chef (Ironside; Fernsehserie, 4 Folgen)
- 1969–1972: Eddies Vater (The Courtship of Eddie’s Father; Fernsehserie, 73 Folgen)
- 1973: Barnaby Jones (Fernsehserie, 1 Folge)
- 1973–1974: Der Magier (The Magician; Fernsehserie, 22 Folgen)
- 1974/1976: Die Straßen von San Francisco (The Streets of San Francisco; Fernsehserie, 2 Folgen)
- 1975: Die Semmelknödelbande (The Apple Dumpling Gang)
- 1976: Die großen Houdinis (The Great Houdinis)
- 1977: Der unglaubliche Hulk (The Incredible Hulk, Fernsehfilm)
- 1977: Kentucky Fried Movie
- 1978–1982: Der unglaubliche Hulk (The Incredible Hulk; Fernsehserie, 82 Folgen)
- 1983–1984: Goodnight, Beantown (Fernsehserie, 18 Folgen)
- 1988: Sledge Hammer! (Fernsehserie, Folge 2x08 Hammer hits the Rock)
- 1988: Die Rückkehr des unheimlichen Hulk (The Return of the Incredible Hulk, Fernsehfilm)
- 1989: Der unheimliche Hulk vor Gericht (The Trial of the Incredible Hulk, Fernsehfilm)
- 1990: Der Tod des unheimlichen Hulk (The Death of the Incredible Hulk, Fernsehfilm)
- 1992: Diagnose: Mord (Diagnosis Murder: Diagnosis of Murder, Fernsehfilm)